# Kostel svatého Jakuba Staršího (Sluštice)
Kostel svatého Jakuba Staršího ve Slušticích je římskokatolický filiální kostel úvalské farnosti. Nachází se ve Slušticích v okrese Praha-východ východně od Prahy. Je chráněn jako kulturní památka České republiky.

## Historie

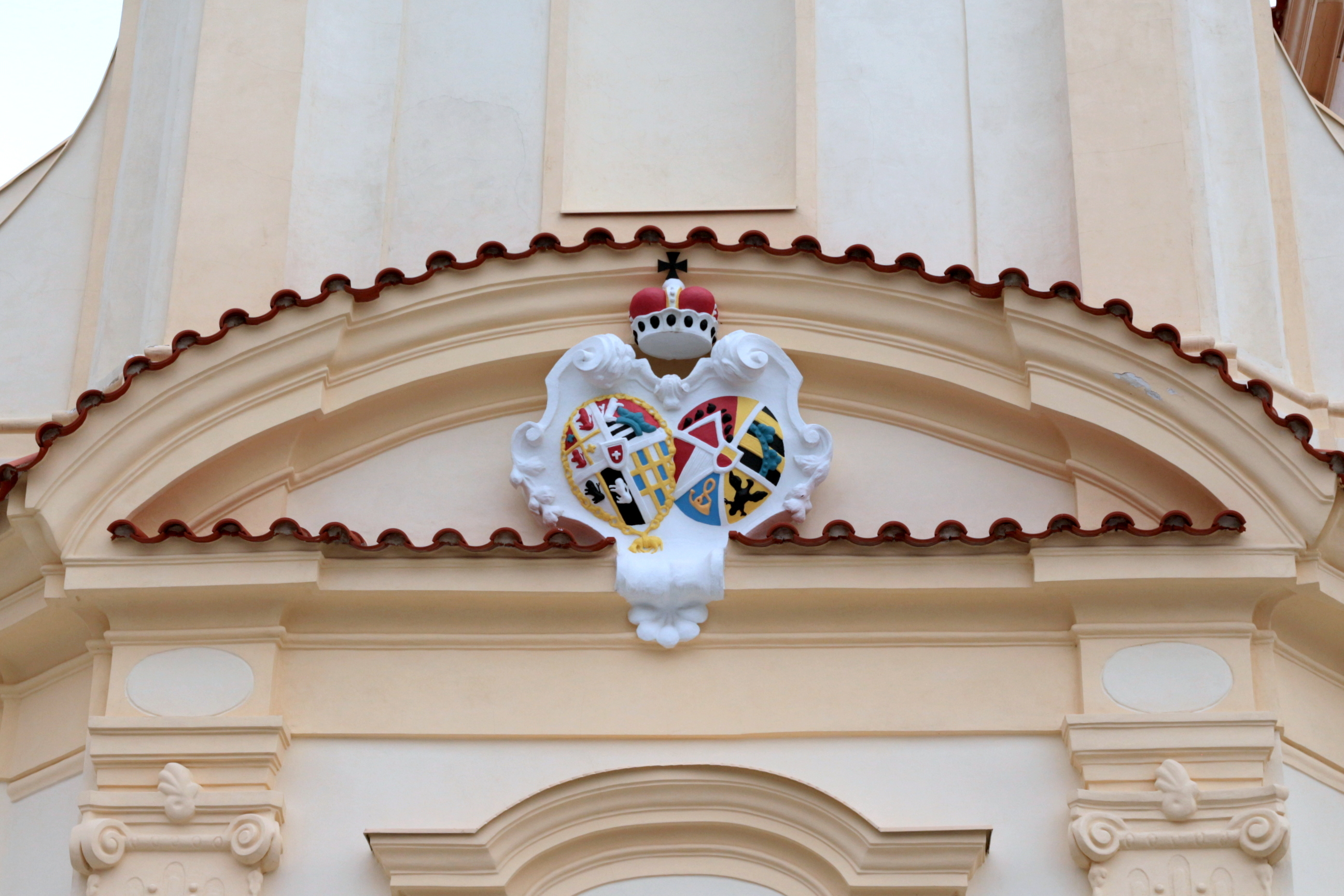
Lichtenštejnsko-savojský erb

První písemná zmínka o sluštickém kostele je ze 14. století. Původní chrám postavený na návrší nad návsí v gotickém slohu byl po požáru (1716) v letech 1746–1749 kompletně barokně přestavěn. Z jižní strany lodi je připojena věž - zvonice. Kostel v nevelké obci podléhal chátrání, v roce 2006 však byla opravena fasáda a střecha kostelní věže. Loď kostela kvůli nedostatku finančních prostředků na opravu teprve čeká.

## Exteriér

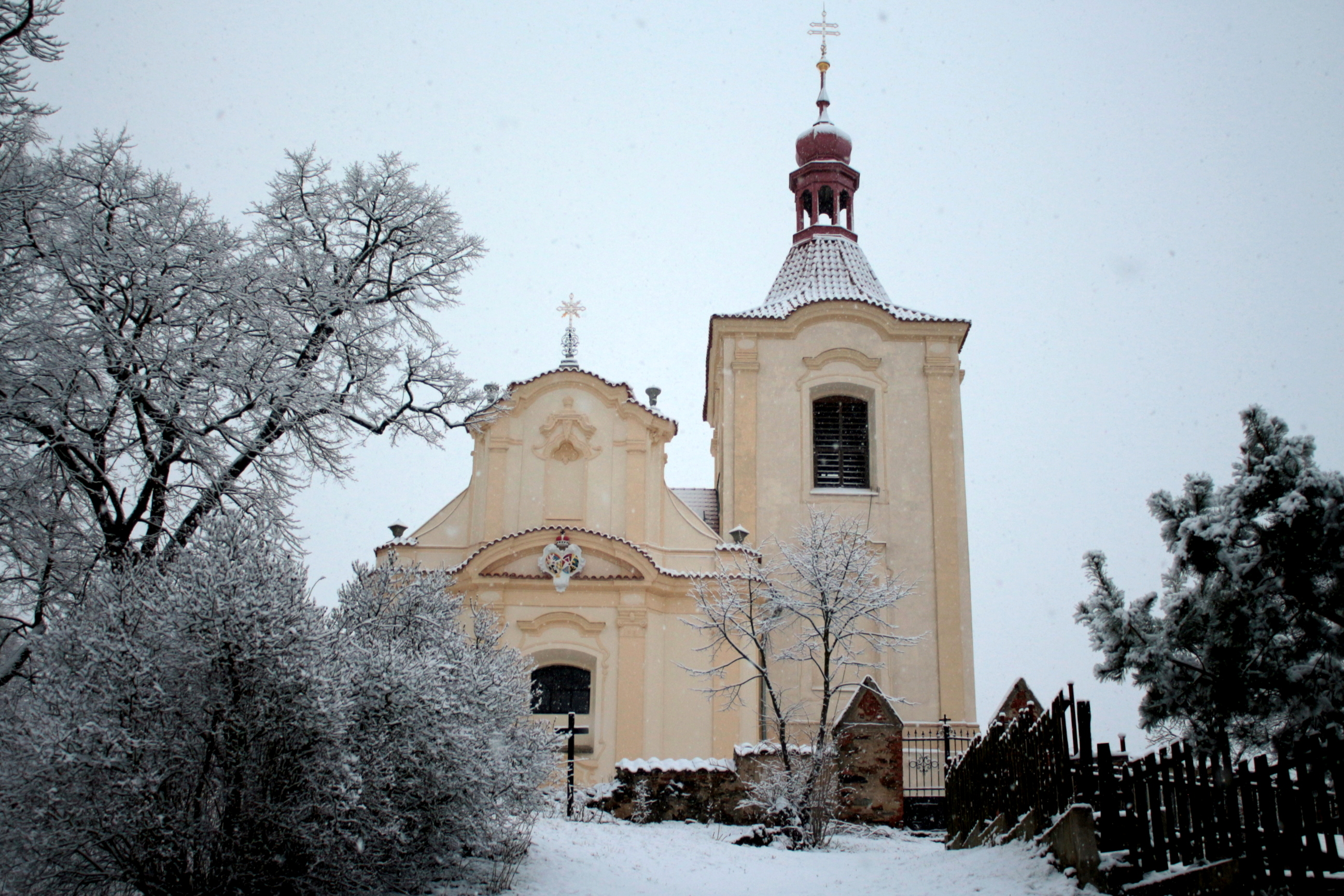
Přední strana kostela

Jednolodní kostel se zvonicí na jižní straně a sakristií na severní straně. Zdivo presbytáře je originální gotické, bylo ponecháno původní trojboké zakončení s opěrnými pilíři v nárožích. Na tyto opěrné pilíře byly nasazeny barokní voluty přecházející v pilastry s kompozitními hlavicemi. V průčelí je vysoký římsovaný barokní štít s prázdným výklenkem. Pod výklenkem je z kamene tesaný alianční erb lichtenštejnsko-savojský, neboť barokní přestavbu významně podpořila majitelka škvoreckého panství Marie Terezie Savojská, kněžna lichtenštejnská.

## Interiér
Klenba v lodi je placková, v presbytáři valená s výsečemi nad okny. Po stranách hlavního barokního oltáře jsou sochy českých zemských patronů sv. Václava (vpravo) a sv. Jana Nepomuckého (vlevo). Obraz uprostřed představuje sv. Jakuba Staršího. Oltář je dále doplněn sochami andílků. V rozích lodi jsou na dřevěných konzolách barokní sochy: sv. Jana Křtitele, sv. Maří Magdalény, sv. Markéty a sv. Alžběty Durynské.
Křtitelnice je dřevěná, ztvárněná na způsob veliké barokní vázy, na víku je malé sousoší křtu Páně. Kazatelna je rovněž barokní.

## Bohoslužby
První pátek v měsíci se koná bohoslužba v 18:00, každou neděli v 10:30 je slavena bohoslužba slova nebo mše svatá.